# Lore Lorentz

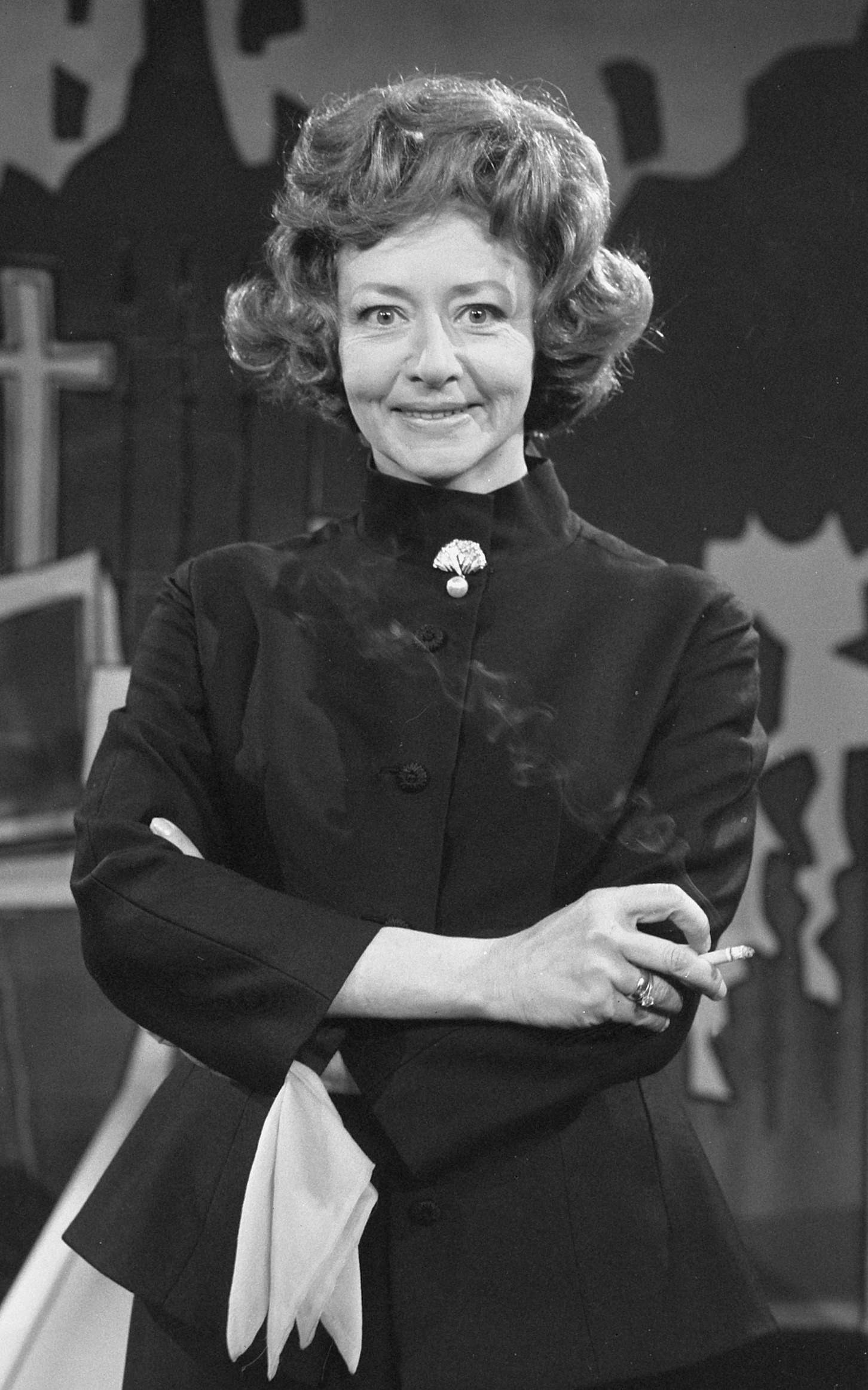
Lore Lorentz (1966)

Lore Lorentz  (* 12. September 1920 in Moravská Ostrava, deutsch Mährisch-Ostrau, Tschechoslowakei; † 22. Februar 1994 in Düsseldorf) war eine deutsche Kabarettistin und Chanson-Interpretin.

## Leben
Lore Lorentz, geborene Schirmer, studierte nach dem Abitur Geschichte, Germanistik und Philosophie in Wien und Berlin. In Berlin lernte sie den Studenten Kay Lorentz kennen, den sie 1944 heiratete. Mit ihrem Mann gründete sie in Düsseldorf 1947 ohne Theaterkenntnisse das erste deutsche Nachkriegskabarett Das Kom(m)ödchen. Ihr Bühnendebüt gab Lore Lorentz 1947 mit dem Programm Positiv dagegen.
Bis 1983 gehörte sie zum Ensemble des Kom(m)ödchens und gab auch Soloprogramme, beispielsweise 1980 Lore Lorentz präsentiert die Pürkels und Eine schöne Geschichte. Viele ihrer Programme wurden auch im Fernsehen ausgestrahlt, meist als Produktion des WDR. Im Hörfunkprogramm des WDR tauchte Lore Lorentz in den 1950er Jahren hin und wieder in Operettenproduktionen auf, die von Franz Marszalek dirigiert wurden (z. B. als Anna Iwanowna mit dem bekannten „Branntweinlied“ aus Goetzes Adrienne).
In der Presse wurde sie als „Grande Dame des deutschen Kabaretts“ und „Primaballerina assoluta der politischen Satire“ bezeichnet. Sie zählte zu den bedeutendsten Figuren des politisch-literarischen Kabaretts. Ihre besondere Stärke waren der Sprechgesang und ein exzellentes Gefühl für Timing – kunstvoll gesetzte Pausen in den Texten.
1976 lehnte sie gemeinsam mit ihrem Mann Kay Lorentz die Annahme des Bundesverdienstkreuzes „mit freundlich-dankbarer Entschiedenheit“ ab.
Von 1976 bis 1978 lehrte Lore Lorentz an der Folkwang-Hochschule in Essen Chanson, Song und Musical. Nachdem sie 1983 aus dem Ensemble des Kom(m)ödchens ausgeschieden war, widmete sie sich Soloprogrammen, kehrte jedoch nach dem Tod von Kay Lorentz 1993 ans Kom(m)ödchen zurück, um dessen Leitung zu übernehmen, die sie noch im selben Jahr an Kay Sebastian, eines ihrer vier Kinder, übergab.
Dreizehn Monate nach ihrem Mann starb Lore Lorentz 1994 an den Folgen einer Lungenentzündung. Ihr Grab liegt neben dem ihres Gatten auf dem Friedhof Heerdt in Düsseldorf.

## Film- und Fernsehauftritte

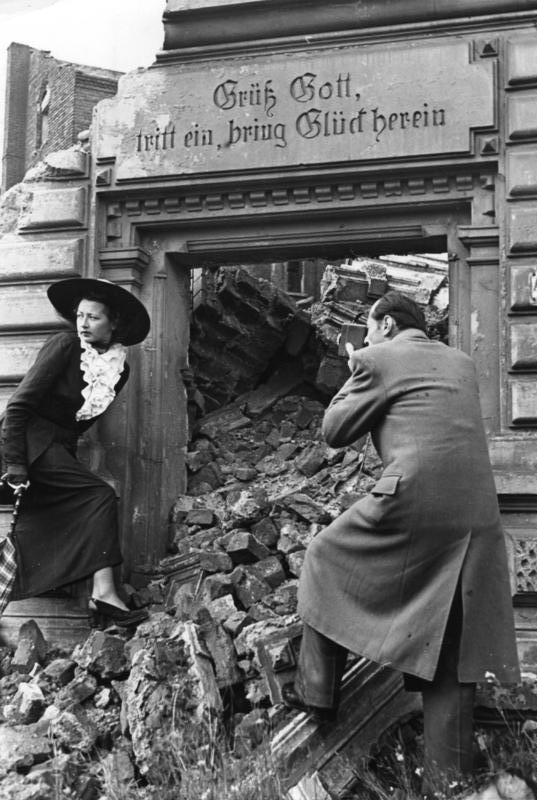
Lore Lorentz 1948 bei Aufnahmen zu ihrem Film Das Fäustchen

- 1948: Das Fäustchen, erster westdeutscher Kabarettfilm, produziert vom Kom(m)ödchen.
- 1965: Blick zurück – doch nicht im Zorn (als sie selbst) – Regie: Alexis Neve
- 1970: Zwei in der Krise – Regie: Karl Wesseler
- 1972: Dracula (Lucy Seward) – Regie: Kay Lorentz (Aufzeichnung aus dem Kom(m)ödchen)
- 1983: Is was, Kanzler? – Regie: Gerhard Schmidt
- 1990: Im Rahmen der ZDF-Sendereihe Zeugen des Jahrhunderts wurde Lore Lorentz am 4. September 1990 durch Helmut Greulich interviewt.
- 2007: Herr Schmidt wird 50, will aber nicht feiern (als sie selbst) – Regie: Klaus Michael Heinz Archivmaterial

## Tonträger
- Denk ich an Deutschland (Eine kabarettistische Lesung mit Heinrich Heine). CD. ISBN 3-931265-00-5
- Chansons. CD, ISBN 3-931265-01-3
- Frivolitäten – 10 Diseusen – 10 Chansons. LP. Polydor J 73 555

## Auszeichnungen und Ehrungen
- 1981: Ehrenpreis des Deutschen Kleinkunstpreises für Das Kom(m)ödchen
- 1986: Staatspreis des Landes Nordrhein-Westfalen
- 1989: Großer Kulturpreis der Sparkassen-Kulturstiftung Rheinland des Rheinischen Sparkassen- und Giroverbandes
- 1989: Gemeinsam mit ihrem Mann Ehrengabe der Heinrich-Heine-Gesellschaft
- 2004: Posthum Stern auf dem Walk of Fame des Kabaretts

Seit dem 6. November 1998 trägt die ehemalige „Kollegschule Kikweg“ in Düsseldorf-Eller den Namen „Lore-Lorentz-Schule“.
Der Platz vor dem Düsseldorfer Kom(m)ödchen heißt mittlerweile „Kay-und-Lore-Lorentz-Platz“.
Zu ihrem 100. Geburtstag im Jahr 2020 gab das Bundesfinanzministerium eine Sondermarke im Nennwert von 155 Eurocent heraus. Die Briefmarke zeigt Lore Lorentz mit ausgebreiteten Armen auf einem Kommödchen sitzend. Der Entwurf stammt von der Grafikerin Irmgard Hesse aus München.